# 환경일보
환경일보(環境日報)는 대한민국에서 발행되는 일간신문이다. 2000년에 창간된 환경전문지로 (주)환경일보에서 주 3회 발행하는 격일간지다.

## 연혁
- 2000년 9월 : 주식회사 환경일보 법인설립
- 2003년 1월 : 일간환경신문 정기간행물 발행